# Lucciole
Lucciole è un singolo del rapper italiano Ketama126, pubblicato il 7 settembre 2018 come primo estratto dall'album Rehab, per le etichette Asian Fake e Soldy Music. La produzione del singolo è stata effettuata dallo stesso Ketama126.

## Video musicale
Il video della canzone è stato pubblicato contemporaneamente alla pubblicazione del singolo stesso, il 7 settembre 2018, sul canale YouTube della Soldy Music. Girato a Roma da Trashsecco Art, presenta un disclaimer a inizio video, il quale recita: "Non vi drogate. Questo video contiene immagini esplicite. L'artista e il regista del video non intendono mitizzare l'uso di sostanze. Questa è cronaca, il fine non è essere imitati.". Il video in sé mostra diverse scene dove Ketama126 e alcuni suoi amici preparano siringhe, strisce di cocaina e cucinano crack.

## Tracce
1. Lucciole – 2:54 (testo: Piero Baldini – musica: Piero Baldini, Generic Animal)